# 41 pr. n. št.
41 pr. n. št. je bilo po julijanskem koledarju navadno leto, ki se je začelo na sredo ali četrtek, ali pa prestopno leto, ki se je začelo na torek, sredo ali četrtek (različni viri navajajo različne podatke). Po proleptičnem julijanskem koledarju je bilo prestopno leto, ki se je začelo na sredo.
V rimskem svetu je bilo znano kot leto sokonzulstva Antonija in Vatie, pa tudi kot leto 713 ab urbe condita.
Oznaka 41 pr. Kr. oz. 41 AC (Ante Christum, »pred Kristusom«), zdaj posodobljeno v 41 pr. n. št., se uporablja od srednjega veka, ko se je uveljavilo številčenje po sistemu Anno Domini.

## Dogodki
- v Rimski republiki izbruhne Peruzinska vojna
- Mark Antonij sklene zavezništvo s Kleopatro VII., kasneje tisto zimo postaneta tudi ljubimca

## Smrti
- Arsinoja IV., egiptovska princesa (* 68 ali 67 pr. n. št.)